# Municipio de Friendship (Míchigan)
El municipio de Friendship (en inglés: Friendship Township) es un municipio ubicado en el condado de Emmet en el estado estadounidense de Míchigan. En el año 2010 tenía una población de 889 habitantes y una densidad poblacional de 10,91 personas por km².

## Geografía
El municipio de Friendship se encuentra ubicado en las coordenadas 45°30′47″N 85°2′25″O / 45.51306, -85.04028. Según la Oficina del Censo de los Estados Unidos, el municipio tiene una superficie total de 81.47 km², de la cual 81,45 km² corresponden a tierra firme y (0,02 %) 0,02 km² es agua.

## Demografía
Según el censo de 2010, había 889 personas residiendo en el municipio de Friendship. La densidad de población era de 10,91 hab./km². De los 889 habitantes, el municipio de Friendship estaba compuesto por el 94,6 % blancos, el 0,34 % eran afroamericanos, el 2,7 % eran amerindios y el 2,36 % eran de una mezcla de razas. Del total de la población el 0,67 % eran hispanos o latinos de cualquier raza.